# Mosaic de bosc i pastures muntanyenques de Zimbabwe Oriental
El mosaic de bosc i pastures muntanyenques de Zimbabwe Oriental és una ecoregió de la zona afrotròpica, definida per WWF, que s'estén al llarg de la frontera entre Zimbabwe i Moçambic.

## Descripció
És una ecoregió de praderies i matollars de muntanya que ocupa 7.800 quilòmetres quadrats a les muntanyes frontereres entre Zimbàbue i Moçambic, des dels muntanyes Inyanga fins als muntanyes Chipinge. La muntanya Gorongoza, a Moçambic, també pertany a aquesta ecoregió. Ambdues zones s'alcen sobre la sabana arbrada de miombo meridional.
Les terres altes tenen un clima més fresc i més humit que les terres baixes dels voltants, que suporten diferents comunitats de plantes i animals. L'ecoregió és la llar de diverses comunitats vegetals: praderies de submontà i montà, bosc de fulla perenne humida, bosc de muntanyes seques, boscos de miombo i landes.

## Geografia física

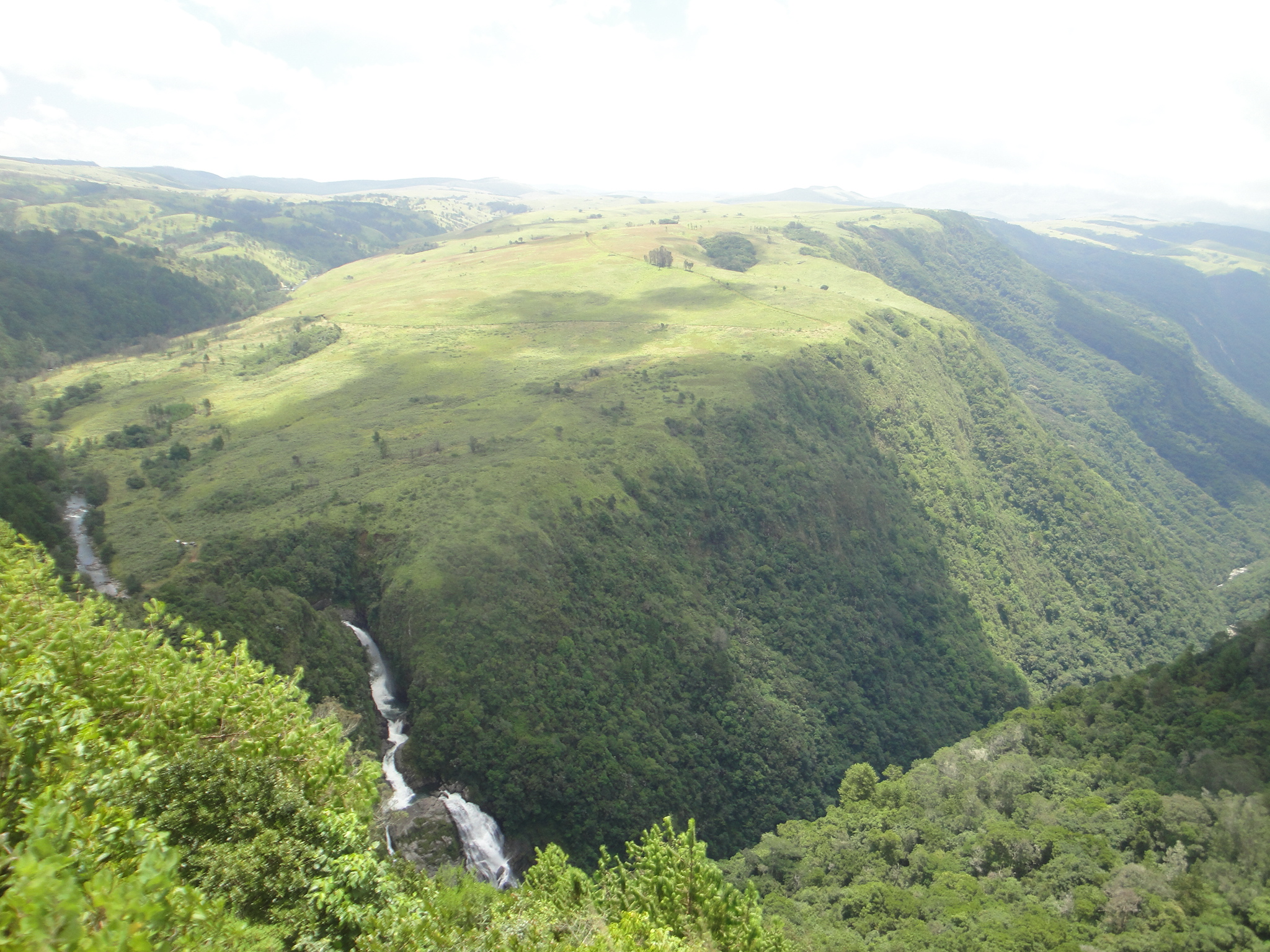
Salt d'aigua del riu Pungwe, en el Parc Nacional de Nyanga, Zimbàbue. El paisatge presenta alternança de prats humits i massa forestal.

La posició, paral·lela a la costa atlàntica, i l'altitud fan que la humitat procedent de l'oceà Índic es vegi obligada a elevar-se per condensar-se a les regions d'aire més fred i, per tant, caure en forma de pluges que poden arribar als 3.000 mm. / any, especialment al vessant est. L'alçada de l'ecoregió supera els 1.000 m i el punt més alt arriba als 2.500 m. Des del punt de vista hidrogràfic, la regió es divideix entre la conca del Zambezi al nord i la conca de Save al sud.

## Flora

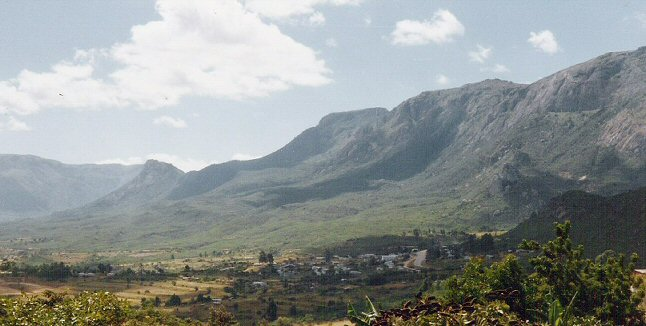
Serralada que alberga l'ecoregió vista des de la ciutat de Nyanga.

La vegetació predominant és la de les pastures de muntanya, amb variacions d'espècies segons l'altitud. La característica més peculiar de l'ecoregió és la de presentar grans zones de bosc humit de fulla perenne de l'antic bosc de muntanya que s'estenia a les zones elevades d'Àfrica des dels Drakensbergs fins als boscos de l'Arc oriental i depèn de la humitat causada per la precipitació. Per això són més freqüents a la part oriental i a les valls més profundes (muntanyes de Nyanga i Chimanimani). La coberta d'aquests boscos arriba a una alçada de 40–55 m, amb una excepció que representa l'arbre monumental del bosc de Chirinda: el Khaya anthotheca gegant de 65 metres d'alçada. Un segon tipus de bosc, de muntanya i sec, està més estès a l'ecoregió, en aquest cas la vegetació depèn de la humitat del subsòl i no només de la pluja; es troba a majors altures, entre 1.500.-2.000 m i el nivell superior de la coberta s'atura a 12-15 m. Les espècies epífites i de litòfits són omnipresents. Ocasionalment hi ha taques de miombo, a les zones més drenades dels vessants més alts de la cadena.
Bona part de la petita superfície de l'ecoregió consisteix en turons arrodonits coberts de pastures, que es renoven anualment arran dels incendis que es produeixen al final de la temporada seca. A les cotes més baixes, Themeda triandra és l'herba predominant als sòls vermells més fèrtils, i Loudetia simplex és freqüent en sòls de sorra blanca menys fèrtils. A les elevacions més grans, hi ha les pastures montanes formades principalment per herbes curtes i pelades, com ara Loudetia simplex, Trachypogon spicatus, Exotheca abyssinica i Monocymbium ceresiiforme.
Algunes valls i vessants orientats a l'est contenen zones de selva tropical, amb un gran nivell de copes, lianes i un ric sotabosc. Hi ha àrees més grans de bosc sec a altituds més elevades en llocs on el sòl està ben regat i en vessants més secs, rogles de bosc de miombo (Brachystegia spiciformis, Brachystegia tamarindoides i Uapaca kirkiana) i zones de terra de landa a majors altures. Hi ha pegats del curatellifolia de Mobola Plum Parinari de fulla perenne alta, a prop de la ciutat de Chipinge i als vessants occidentals de les terres altes de Nyanga.
A les muntanyes Chimanimani i a la muntanya Gorongosa, es troben terres de landa clares en sòls arenosos pobres i àcids derivats de quarsita. Les zones d'herba són de dos tipus, brugals i proteals. Els erms brugals o ericacis estan dominats per Philippia pallidiflora, P. hexandra, Phylica ericoides, Passerina montana, Erica eylesii, E. pleiotricha, E. gazensis i E. johnstoniana. Protea gazensis, P. welwitschii i Leucospermum saxosum són freqüents a les terres proteàcies.
A les terres altes es produeixen diversos lliris autòctons monocotiledonis amb petits rangs de distribució. Cryptostephanotis vansonii, Cyrtanthus rhodesianus i Scadoxus pole-evansi són populars entre els recol·lectors de plantes rares.

## Fauna
L'ecoregió no presenta endemismes, sinó que acull espècies rares, que van viure al continu del bosc de muntanya africà, mentre que ara es limiten a zones aïllades que encara tenen el mateix hàbitat.
L'anteriorment descrita varietat de diferents tipus d'hàbitat resulta també en una riquesa de vida animal. Els animals que es troben a les terres altes inclouen el cercopitec blau (Cercopithecus mitis) el cercopitec de Sykes, el ratpenat frugívor de Bergmans (Myonycteris relicta) i el camaleó pigmeu de Marshall (Rhampholeon marshalli). Molts d'aquests animals es troben a tota l'Àfrica oriental.
Les terres altes també són riques en aus, incloent el calau trompeter (Bycanistes bucinator), Knysna turaco (Tauraco corythaix), turac de Knysna (Tauraco porphyreolophus), pintada crestada oriental (Guttera pucherani) i l'àguila coronada (Stephanoaetus coronatus). Dues espècies, l'apalis de Xirinda (Apalis chirindensis) i la prínia de Roberts (Oreophilais robertsi), són endèmiques de les terres altes orientals. La Chirinda apalis viu profundament als boscos de fulla perenne, mentre que la prínia de Roberts habita a la vora del bosc.
Els boscos també estan plens de papallones, Papilio ophidicephalus i papili dels cítrics (Papilio demodocus) i el sotabosc, en particular, alberga una gran varietat de rèptils incloent escíncids, dragons, sargantanes, granotes, gripaus, i serps.

## Amenaces i preservació
Els boscos de muntanya són vulnerables a la tala i a les pastures susceptibles al foc i a les selves tropicals, que per definició creixen en terrenys fèrtils ben regades, per deixar a l'agricultura. El clima humit és ideal per plantar te, cafè i fustes dures. Tot i així, bona part de la vegetació original es manté, sobretot a altituds més elevades, poc adequades per a l'agricultura. Es protegeixen grans àrees de les Highlands, incloses el parc nacional Chimanimani de 171 km² i el parc nacional de Nyanga.